# Buda (Texas)
Buda é uma cidade localizada no estado norte-americano do Texas, no Condado de Hays.

## Demografia
Segundo o censo norte-americano de 2000, a sua população era de 2404 habitantes. 
Em 2006, foi estimada uma população de 4551, um aumento de 2147 (89.3%).

## Geografia
De acordo com o United States Census Bureau tem uma área de 
6,2 km², dos quais 6,2 km² cobertos por terra e 0,0 km² cobertos por água. Buda localiza-se a aproximadamente 222 m acima do nível do mar.

## Localidades na vizinhança
O diagrama seguinte representa as localidades num raio de 12 km ao redor de Buda. 